# Штефан Катарджиу
Штефан Катарджиу (*1789 рік — †2 вересня 1866 рік) — господар (каймакам) Молдовського князівства (жовтень 1858 року).

## Біографія
Представник молдовського боярського роду Катарджиу, володів маєтком Тупілац (сучасний жудець Нямц в Румунії).
Під час правління господаря Молдови Михаїла Стурдза Штефан Катарджиу в 1838 році отримав посаду ворника (губернатора), в 1843 році став «великим логофетом» (канцлером і міністром юстиції).
У 1857 році приєднався до проекту об'єднання Молдовського і Валашського князівств в єдину державу.
У жовтні 1858 року Штефан Катарджиу став одним з трьох каймакамів, які керували Молдовським князівством після відсторонення від влади Ніколае Воґоріде . Він виступив проти об'єднання Молдови та Валахії в єдину Румунську державу, намагався саботувати засідання каймакамів, відмовився від співпраці зі своїми колегами, щоб довести країну до політичної кризи. Користувався підтримкою Австрії і Туреччини.
Однак каймаками Василе Стурдза і Анастасіе Пану, співправителі Штефана Катарджиу, підтримувані іншими європейськими країнами, особливо Францією, через кілька тижнів зняли його з займаної посади. На місце Штефана Катарджиу був призначений Ян Кантакузіно, прихильник створення об'єднання Дунайських князівств.
Штефан Катарджиу помер 2 вересня 1866 року і був похований в церкві села Тупілац.